# おおいた烏骨鶏
おおいた烏骨鶏（おおいたうこっけい）とは、大分県農林水産研究指導センターで開発されたニワトリの品種名である。英名はOita Silky Fowl。

## 概要
産卵率の高い烏骨鶏を作出する目的で2007年（平成19年）に既存の烏骨鶏から開発された品種で、一般的な烏骨鶏が年間50〜80個程度の卵を産むのに対し、おおいた烏骨鶏は約180個を産卵する。大分県農林水産研究指導センター畜産研究部の豚・鶏研究チームにより2000年（平成12年度）から改良が進められ、2007年に雑種の混ざらない完全純粋な烏骨鶏の一品種として誕生した。開発が完了した2007年以降、有償で一般畜産家への譲渡も行われている。